# Netscape Communicator
Der Netscape Communicator, erstmals 1996 der Öffentlichkeit als Beta zugänglich, ist der Nachfolger des Netscape Navigators 3.x, eines der ersten Programmpakete, das einen Webbrowser, WYSIWYG-HTML-Editor (in der Gold-Version) sowie einen E-Mail- und News-Client enthielt. 
Das Programm wurde von der Netscape Communications unter Leitung von Marc Andreessen entwickelt, der zuvor bereits für die Umsetzung des Mosaic-Browsers zuständig war.
Nach dem sogenannten Browserkrieg versuchte Netscape mit dem Netscape Communicator 4.5 im Oktober 1998 einen Neuanfang, der durch den Aufkauf des Unternehmens durch AOL im November 1998 infrage gestellt wurde. Nachdem 1998 durch die Netscape Communications der Quellcode des Netscape Communicators freigegeben war, entwickelte sich auf dessen Basis die Mozilla Application Suite, deren Version 0.6 am 14. November 2000 erschien. Mit der letzten stabilen Version 1.7.13 der Mozilla Suite im April 2006 hat die Mozilla Foundation die offizielle Entwicklung zugunsten des Webbrowsers Firefox und des E-Mail-Programms Thunderbird eingestellt. Das Projekt dieser Internet-Suite wird von einer unabhängigen Programmierergruppe unter dem Namen „SeaMonkey“ weitergeführt.

## Geschichte
Eine Umbenennung wurde 1996 notwendig, weil Netscape Communications Corporation die neue Version von der alten unterscheiden wollte, um auszudrücken, dass der Navigator, der Browserteil, nur ein Bestandteil dieser neuen Komplett-Internet-Suite sein sollte. Durch die Versionsfolge, „4.x“, sollte wiederum Kontinuität ausgedrückt werden, denn immerhin setzte auch der Netscape Communicator auf den alten Navigator-Vorgängerversionen auf (der Name „Navigator“ blieb übrigens weiterhin für den sogenannten „Standalone“-Browser bestehen, also einer Version die nur mit dem Browser-Teil ausgeliefert wurde).
Im Juni 1997 erschien Netscape Communicator in seiner Endversion. Netscape setzte große Hoffnungen in seine Suite, hinkte aber gleichzeitig der Zeit ein wenig hinterher. Der von Microsoft herausgegebene Internet Explorer hatte nämlich zu diesem Zeitpunkt schon die zukunftsträchtigeren Web-Technologien eingebaut. Netscape Communicator brachte zwar z. B. eine verbesserte CSS-Unterstützung, war aber weit von den schon damaligen Möglichkeiten entfernt.
In der Version 4.0 zeigten sich schnell Kinderkrankheiten, sodass Netscape immer wieder nachbessern musste. Bis Oktober 1998 wurde die Versionsstufe 4.08 erreicht.
Im Januar 1998 verkündete Netscape Corp., dass alle zukünftigen Versionen ihrer Browser-Software kostenlos bereitstehen würden. Gleichzeitig wurde ein Open-Source-Projekt angekündigt, das den alten internen Codenamen Netscapes erhielt: Mozilla. Dieses Projekt sollte sich um das Release eines neuen Netscape Communicator 5.0 kümmern.
Im Oktober 1998, mit dem Erscheinen der letzten 4.0x-Version Netscape Communicators, brachte Netscape eine leicht erweiterte Variante der Internet-Suite heraus. Dabei handelte es sich hauptsächlich um Verbesserungen der Oberfläche, z. B. wurde der Mail/News-Teil überarbeitet. Technische Verbesserungen am Browser Navigator wurden nicht durchgeführt. Trotzdem wurde ein Versionssprung auf 4.5 durchgeführt: Die Suite Netscape Communicator 4.5 übernahm die Eigenschaften der alten Versionen 4.0x und dennoch blieb die Version 4.08 als Standalone-Browser aktuell – denn im Prinzip handelte es sich bei Version 4.5 um eine leicht erweiterte Version der 4.08er, wobei der Browser-Teil identisch blieb. Nur für Unix- und Unix-ähnliche-Betriebssysteme wurden auch von 4.5x neuere Standalone-Versionen bereitgestellt. 
Nur einen Monat nach dem Release des Netscape Communicator 4.5, also im November 1998, wurde die Arbeit an Netscape Communicator 5.0 eingestellt. Der alte Code der 3.x und 4.x-er Versionen hatte sich als zu großes Problem erwiesen. Man wollte ein ganz neues Produkt erstellen, das auch eine neue Rendering-Engine (Gecko) benutzen sollte.
Im selben Monat wurde Netscape Corp. von AOL aufgekauft.

Entwicklung der Marktanteile der wichtigsten Browser seit 1996: Der Internet Explorer (blau) setzte sich gegen Netscape (grün) durch.

Parallel zu dieser Browserneuentwicklung, die unter der Schirmherrschaft Netscapes (welches die Mehrheit der daran arbeitenden Programmierer stellte) von einer Open-Source-Gemeinde betreut werden sollte, wurden sogenannte „Maintenance“-Releases (um Sicherheitslücken zu stopfen) des Netscape Communicator gepflegt: Im August 2002, zwei Monate nach der Veröffentlichung der Version 1.0 des Mozilla-Browsers, erschien die letzte Version des Netscape Communicator mit der Versionsnummer 4.8. Die letzte deutsche Version der Suite war 4.78. Bis zu diesem Zeitpunkt hatte Netscape kontinuierlich am Browsermarkt gegen den Internet Explorer von Microsoft verloren.
Unter AOL/Netscape wurde im Jahr 2000 eine neue Suite herausgebracht: Netscape 6.0, die auf Mozilla 0.6 basierte und der kein sehr großer Erfolg gegönnt war. Diese neue Suite wurde mit Absicht nicht Netscape Communicator 6.0 getauft, sondern einfach nur „Netscape 6.0“, denn bis 2002 wurde ja weiterhin auf der Schiene der 4.xer Versionen gefahren. Außerdem wollte man sich vom alten Communicator-Namen verabschieden. Für den Browser wurde weiterhin der Name „Navigator“ benutzt, um gerade hier Kontinuität zu wahren. Doch der „Communicator“ starb mit Version 4.8 und wurde bis heute nicht weitergeführt.
Seitdem erschienen sukzessive neue Netscape-Versionen, basierend auf Mozilla, die Netscape mit AOL-Zugaben (wie z. B. Realplayer, Flash, Java) zum Download bereitstellt. Ihnen ist jedoch nur sehr mäßiger Erfolg beschieden.
Allgemein gilt „Netscape 6.2“, basierend auf Mozilla 0.9.4, als erste brauchbare Version dieser neuen Netscape-Suite.
Ende August 2002, gewissermaßen parallel zum letzten alten Netscape Communicator 4.x, erschien Netscape 7.0, nun basierend auf Mozilla 1.0.1. Damit hätte Netscape wieder zu einer Alternative im Browsermarkt werden können, aber die meisten ehemaligen User benutzten gleich Mozilla und nicht eine darauf basierende Netscape-Version. Vor allem hatte sich Netscape Kritik auf sich gezogen, als man sich für Netscape 7.0 entschlossen hatte, den von Mozilla bekannten Po-pup-Blocker zu deaktivieren (der zwar wieder reaktiviert werden konnte, aber die damit verbundene Arbeit verprellte viele potenzielle Anwender).
Seit Netscape 6 sind ebenfalls nutzerspezifische Versionen wie z. B. Netscape 7 Compact auf der Basis des original Netscape- bzw. Mozilla-Quellcodes erschienen. Diese werden mithilfe des über Netscape frei zugänglichen Client Customization Kit angepasst. Ob solche Entwicklungen, die das Potenzial von Netscape als Open-Source-Browser zeigen, dauerhaft in das Konzept von AOL, dem Inhaber der Marke Netscape passen, bleibt abzuwarten.
Am 15. Juli 2003 wurden die Netscape Headquarters in Mountain View, Kalifornien von AOL geschlossen. Die restlichen Programmierer, die dort an Mozilla und Netscape arbeiteten, wurden entlassen. Seit diesem Zeitpunkt besteht Netscape nur noch als Markenname.
Trotzdem erschienen bis 2004 neue Versionen der Netscape 7-Schiene, die aber der Mozilla-Entwicklung immer ein wenig hinterherhinkten. Netscape 7.2 im Sommer 2004 stellt die letzte Netscape-Version dar, basierend auf der kompletten Mozilla-Suite (also bestehend aus Browser, HTML-Editor und Mail/News-Programm). Fatalerweise basiert Netscape 7.2 auf Mozilla 1.7.2, genau diese Version war aufgrund eines Sicherheitsproblems nicht zu empfehlen. Das galt auch für Netscape 7.2.
Netscape 7.2 war die bisher letzte Version einer Suite, d. h. eines Software-Komplettpakets. Wer weiterhin eine Internet-Suite im Stile Netscapes benutzen möchte, kann auf SeaMonkey umsteigen, dem aktuellen Nachfolger der ebenfalls eingestellten Mozilla Suite. Konnte man Netscape 7.2 noch in der Tradition der alten Suiten wie Netscape Navigator 3 und Netscape Communicator 4 sehen, wurde dies mit dem Erscheinen der Version 8.0 auf den Kopf gestellt: Im Mai 2005 erschien die erste Version des „Netscape Browser 8.0“, dem, auch namentlich als reiner Browser gekennzeichnet, E-Mail/News und HTML-Editor völlig fehlen. Es ist also nicht mehr direkt in Bezug zu setzen mit Netscape Communicator; ebenso wurde der alte Name „Navigator“ aufgegeben: Das Programm heißt nur noch „Netscape Browser“.
Netscape Browser basiert auf Mozilla Firefox (ebenfalls einem Standalone-Browser) und wird von einer Drittfirma im Auftrag AOLs zusammengestellt. Die Besonderheit des Netscape Browsers ist die Möglichkeit der Benutzung der Internet-Explorer-Rendering-Engine.
Im Januar 2007 kündigte Netscape die Version 9 des Browsers an. Dies soll ein Stand-Alone-Browser sein, ohne Mail-, Usenet- oder Editorfunktion, der nicht nur auf Windows, sondern auch unter Mac OS X und Linux lauffähig sein soll. Im Prinzip soll es sich dabei um einen Mozilla Firefox mit Netscape-spezifischen Erweiterungen handeln.

## Versionen
Die folgende Auflistung der Netscape-Software ist nicht vollständig und verzeichnet auch Versionen, die weder zur Communicator-Reihe gehören noch als Suite bezeichnet werden können.
| Version | Veröffentlichung   | Bemerkung                                                                |
| ------- | ------------------ | ------------------------------------------------------------------------ |
| 9.0 RC1 | 10. Oktober 2007   | Netscape Navigator, basierend auf Gecko/20070928 Mozilla Firefox 2.0.0.7 |
| 9.0 b3  | 15. August 2007    | Netscape Navigator, basierend auf Gecko/20070815 Mozilla Firefox 2.0.0.6 |
| 9.0 b2  | 12. Juli 2007      |                                                                          |
| 9.0 b1  | 5. Juni 2007       | Netscape Navigator, basierend auf Gecko/20070604 Mozilla Firefox 2.0.0.4 |
| 8.1.3   | 2. April 2007      | Netscape Browser, basierend auf Mozilla Firefox 1.5.0.8                  |
| 8.0.1   | 19. Mai 2005       | Netscape Browser, basierend auf Mozilla Firefox 1.0.4                    |
| 8.0     | 19. Mai 2005       | Netscape Browser, basierend auf Mozilla Firefox 1.0.3                    |
| 7.2     | 17. August 2004    | basierend auf Mozilla 1.7.2                                              |
| 7.1     | 20. Juni 2003      | basierend auf Mozilla 1.4                                                |
| 7.0.2   | 18. Februar 2003   | basierend auf Mozilla 1.0.2                                              |
| 7.0.1   | 10. Dezember 2002  | basierend auf Mozilla 1.0.2                                              |
| 7.0     | 29. August 2002    | basierend auf Mozilla 1.0.1                                              |
| 6.2.3   | Mai 2002           |                                                                          |
| 6.2.2   | März 2002          |                                                                          |
| 6.2.1   | November 2001      |                                                                          |
| 6.2     | 31. Oktober 2001   | basierend auf Mozilla 0.9.4                                              |
| 6.1     | 8. August 2001     | basierend auf Mozilla 0.9.2.1                                            |
| 6.0.1   | 7. Februar 2001    |                                                                          |
| 6.0     | 14. November 2000  | erste Version auf Basis von Mozilla 0.6 (M18)                            |
| 5.0     |                    | alter Code wurde verworfen – nie erschienen                              |
| 4.8     | 22. August 2002    |                                                                          |
| 4.79    | 17. Oktober 2001   |                                                                          |
| 4.78    | 16. August 2001    |                                                                          |
| 4.77    | 16. April 2001     |                                                                          |
| 4.76    | 24. August 2000    |                                                                          |
| 4.75    | 18. August 2000    |                                                                          |
| 4.74    | 22. Juli 2000      |                                                                          |
| 4.73    | 5. Mai 2000        |                                                                          |
| 4.72    | 21. Februar 2000   |                                                                          |
| 4.7     | 30. September 1999 |                                                                          |
| 4.61    | 16. Juni 1999      |                                                                          |
| 4.6     | 18. Mai 1999       |                                                                          |
| 4.51    | 8. März 1999       |                                                                          |
| 4.5     | 19. Oktober 1998   |                                                                          |
| 4.08    | 9. November 1998   | letzte Version des Navigators als Einzelapplikation                      |
| 4.07    | 5. Oktober 1998    |                                                                          |
| 4.06    | 17. August 1998    |                                                                          |
| 4.05    | 2. April 1998      |                                                                          |
| 4.04    | 11. November 1997  |                                                                          |
| 4.03    | 14. September 1997 |                                                                          |
| 4.02    | 18. August 1997    |                                                                          |
| 4.01a   | 19. Juli 1997      |                                                                          |
| 4.01    | 19. Juni 1997      |                                                                          |
| 4.0     | 11. Juni 1997      | erste Version unter dem Namen Communicator                               |
| 3.04    | 4. Oktober 1997    |                                                                          |
| 3.0     | 19. August 1996    |                                                                          |
| 2.0     | März 1996          |                                                                          |
| 1.0     | 15. Dezember 1994  |                                                                          |

## Trivia
Der Export von Programmen aus den USA, die über sichere Mechanismen der Verschlüsselung verfügen, war lange wegen der CoCom-Liste verboten. Anfang 2000 wurden diese Bestimmungen gelockert. Daraufhin hatten australische Programmierer das Programm „Fortify for Netscape“ entwickelt. Dieses aktiviert in einer einmaligen Aktion einem schon installierten Netscape-Browser bis 4.72 wieder die starke Verschlüsselung, indem ca. 50 Bytes in der Programmdatei Netscape.Exe modifiziert werden.